# Skały mezoabysalne

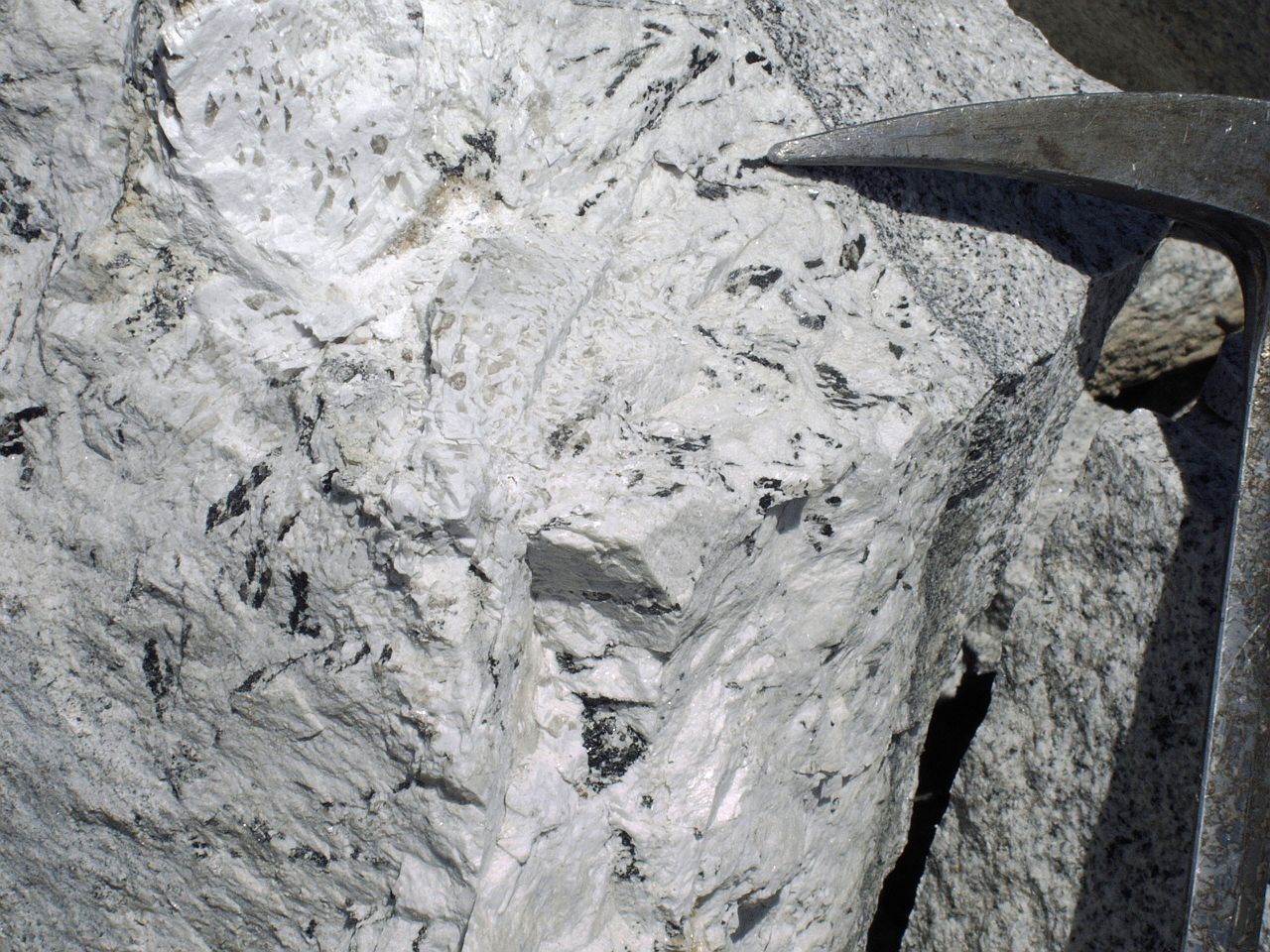
Pegmatyt (przerosty pismowe), jako przykład skały mezoabysalnej

Skały mezoabysalne należą do skał magmowych głębinowych krystalizujących na głębokościach ok. 3–4 km. Tworzą głównie intruzje niezgodne (niewielkie batolity, pnie, dajki
) tnące skorupę ziemską wzdłuż rozłamów, przeważnie w skałach osłony metamorficznej (zob. → skały metamorficzne).
Skały mezoabysalne charakteryzują się strukturami porfirowatymi, średnio i grubo ziarnistymi Tekstury ich są zbite i bezładne, lecz bywają także miarolityczne, a na kontaktach z innymi skałami nawet gnejsowe.
Skały tej facji są często bogate w skałdniki lotne, które przyczyniają się do powstawania pegmatytów. Intruzje mezoabysalne są, jedną z głównych przyczyn metamorfizmy kontaktowego, a dokładniej termicznego. Wśród tych skał bywają intruzje skał częściowo upłynnionych, nie tworzących stref kontaktowych i odznaczające się struktura gnejsową.
Głównie wśród skał mezoabysalnych można wyróżnić pegmatyty tworzące żyły i gniazda pegmatytowe, lecz również mogą krystalizować intrudujące magmy gabrowe i granitowe.